# Santuari de Sant Ramon Nonat
El Santuari de Sant Ramon Nonat és un edifici religiós que comprèn un antic convent (Convent de Sant Ramon de Portell), una església i un claustre. Situat al municipi de Sant Ramon (Segarra), és un edifici que ha estat declarat bé cultural d'interès nacional. Cada any, el darrer dia del mes d'agost, festivitat del sant, s'hi celebra la festa dels Tres Tombs.

## Descripció

### Antic convent
L'antic convent és la part més antiga (1675, segons el llindar de l'antiga porta), encara que reformat el 1798 pel bisbe de Solsona Pere Nolasc Móra i Sever. Té dues plantes: el pis de dalt era on hi havia les habitacions dels monjos i el pis de baix, en època moderna, s'emprà com a escola.
Destaquen les principals estances pròpies d'aquests espais, on trobem un important nombre d'exvots que al llarg del temps han anat depositant els devots, en agraïment de favors rebuts. La seva imatge quadrangular ha fet que alguns el denominin "L'escorial de la Segarra".
Hi ha una pica beneitera, realitzada en pedra, d'una sola peça. Es troba adossada al mur de l'església al costat de la porta d'entrada. Està molt decorada, a base de fulles a la part inferior i de lòbuls i cercles alternants a la part frontal. L'interior és semiesfèric i llis.

### Església
L'església és barroca. Destaca la portalada principal, d'estil barroc, on trobem quatre columnes salomòniques que flanquejen la porta principal, les quals estan separades de la paret, únic cas a Catalunya. Per damunt d'aquestes, apareix un entaulament decorat amb motius propis del barroc, amb una fornícula central que alberga la figura del sant al qual està dedicat el santuari. La part superior de la façana apareix coronada per un frontó que ens pot recordar a unes formes més clàssiques pròpies de l'estil neoclàssic.
L'interior està cobert per una volta amb llunetes, amb una falsa cúpula central sostinguda per petxines i cor situat als peus del temple. Pel que fa a l'altar, destaca el gran retaule neobarroc on la figura central representa a Sant Ramon, per damunt de la qual apareix la Mare de Déu de la Mercè, romànica, patrona de l'ordre que va fundar el santuari. A la zona del creuer, concretament al cantó de la dreta, trobem la capella on està situat el mausoleu del sant, un espai que segueix el mateix estil artístic que la resta. El 1947 es beneí un nou retaule per l'Altar Major. Es pintà tota l'església i es decideix fer un cambril nou que va ser beneït l'any 1956.
De les deu capelles laterals en sobresurten la del Cor de Jesús i la de la Verge de la Mercè. S'hi ubica el mausoleu de sant Ramon, on molts devots hi fan encara tres voltes al voltant. El retaule de l'altar major, destruït durant la Guerra Civil, obrada el 1741 per l'artista vigatà Pere Costa i Cases.

### Claustre
El claustre és d'estil neoclàssic, de dues plantes i construït a finals del segle xviii. Hi ha una columnata de grans dimensions amb columnes d'una sola peça, i la representació de diferents escuts, com per exemple el de Fr. Pedro Nolasco Mora, impulsor de la construcció del convent actual, que figura gravat en pedra sobre una de les voltes del claustre, la que dona damunt la porta dels pelegrins.
Hi ha una cisterna situada al centre del claustre. És de pedra, amb coll de base octogonal i templet amb pilastres toscanes. Rematant el templet hi ha una cornisa de la que surten una sèrie d'arcades de mig punt de pedra formant una mena de cúpula. Al costat del coll de la cisterna, en un molló que corona l'escut de l'ordre, s'ha instal·lat una aixeta metàl·lica per a beure aigual. Aquesta pedra fita, i algunes altres que resten pels camps, tot i que ja fora de lloc, assenyalaven els límits de les propietats monacals.
S'hi observa una làpida realitzada en marbre blanc, de 1x 0,9 m, situada al braç dret del creuer, a la primera pilastra del costat de l'evangeli. Recorda l'erecció de la parròquia de Sant Ramon de Portell i el retorn dels mercedaris al seu monestir després de 62 anys d'absència. Col·locada el 12 de juny de 1898 i realitzada pel marbrista Manel Martí.

## Història
El monestir de Sant Ramon fou fundat al segle xiii prop de Portell, a l'antiga capella de Sant Nicolau, allà on la tradició assenyala que hauria estat enterrat sant Ramon Nonat l'any 1240. L'any 1245, el bisbe d'Urgell va fer donació de l'antiga ermita de Sant Nicolau a Pere Nolasc, fundador de l'orde de la Mercè per establir-hi un enclavament de recollida d'almoina. L'augment de la devoció a sant Ramon Nonat, promoguda pels mercedaris, orde al qual hauria pertangut aquest personatge d'historicitat dubtosa, motivà l'ampliació del convent entre 1597 i 1625. El 1628 el Papa autoritzà el culte a sant Ramon, i el 1675 el general de l'orde mercedari, Pedro de Salazar, inicià la construcció del convent actual, conegut pomposament com a l'Escorial de la Segarra. L'obra comprèn tres parts: l'antic convent (1675), l'església (que fou acabada vers el 1722), i el convent nou, començat el 1798 per iniciativa de Pere Nolasc Móra, bisbe de Solsona, i que s'organitza entorn d'un claustre bastit als primers anys del segle xix (1802). El monestir fou exclaustrat el 1835, però els mercedaris hi retornaren el 1897 i hi establiren una escola de l'orde.

### Llegenda
Conta una tradició que arrenca del segle xiii que al poble de Portell el vescomte de Cardona va extreure amb l'espasa un nen del ventre d'una dona que havia mort el dia abans i, per aquest motiu, li va posar per nom Ramon Nonat. De gran, aquell nen va ingressar a l'Orde de la Mercè i va anar a redimir captius a terres musulmanes, on va patir tortura. A la seva mort, com va ser un frare molt apreciat, hi va haver una gran disputa pel seu cos. Diu la llegenda que per a solucionar-la es va decidir posar-lo sobre una mula vella i enterrar-lo allà on l'animal caigués. La mula es dirigí a l'ermita de Sant Nicolau de la Manresana, va donar tres voltes sobre si mateixa i va caure morta.